# 兹登科·佐尔科
兹登科·佐尔科（1950年8月18日—），克罗地亚男子手球运动员。他曾代表南斯拉夫国家队参加1972年和1976年夏季奥林匹克运动会手球比赛，获得一枚金牌。